# Cerace xanthothrix
Cerace xanthothrix is een vlinder uit de familie van de bladrollers (Tortricidae) in Assam,  een staat in India. De wetenschappelijke naam van de soort is voor het eerst geldig gepubliceerd in 1950 door Alexey Diakonoff.